# 286-й истребительный авиационный полк (второго формирования)
286-й истребительный авиационный полк (286-й иап) — воинская часть Военно-воздушных сил (ВВС) Вооружённых Сил РККА, принимавшая участие в боевых действиях Великой Отечественной войны.

## Наименования полка
За весь период своего существования полк несколько раз менял своё наименование:
- 286-й истребительный авиационный полк (второго формирования)
- 867-й истребительный авиационный полк
- 107-й гвардейский истребительный авиационный полк
- 107-й гвардейский Одерский истребительный авиационный полк
- 107-й гвардейский Одерский ордена Александра Невского истребительный авиационный полк
- Полевая почта 23308

## Создание полка
02 февраля 1942 года в 16-й запасной истребительный авиационный полк Приволжского военного округа в пос. Баланда Саратовской области с пункта сбора ВВС РККА в Бузулуке прибыла команда в составе 42-х человек лётно-технического состава во главе с заместителем командира 286-го иап капитаном Козловым В. И. Распоряжением начальника Управления формирования и укомплектования ВВС РККА 24 февраля 1942 года поручено 16-му зиап сформировать и укомплектовать 286-й истребительный авиационный полк (первого формирования).
26 февраля 1942 года полк сформирован как 286-й истребительный авиационный полк (второго формирования) на основе безномерного иап на самолётах И-15 и команды 286-го иап при 16-м зиап ПриВО на самолётах Як-1.

## Переформирование полка
В июле 1942 года 286-й истребительный авиационный полк (второго формирования) переименован в 867-й истребительный авиационный полк на основании Приказа НКО СССР от 26 июля 1942 года.

## В действующей армии
В составе действующей армии:
- с 29 апреля 1942 года по 31 мая 1942 года

## Командиры полка
- капитан, майор Козлов Василий Иванович[1], 02.02.1942 — 12.1942
- майор, подполковник Индык Семён Леонтьевич[1], 12.1942 — 31.12.1945

## В составе соединений и объединений
| Период        | Фронт (округ)             | армия      | дивизия                                       | примечание                                                    |
| ------------- | ------------------------- | ---------- | --------------------------------------------- | ------------------------------------------------------------- |
| 26.02.1942 г. | Приволжский военный округ | ВВС округа | 16-й запасной истребительный авиационный полк | сформирован как 286-й истребительный авиационный полк на Як-1 |
| 29.04.1942 г. | Крымский фронт            | ВВС фронта | 15-я ударная авиационная группа               | Як-1                                                          |
| 17.06.1942 г. | Приволжский военный округ | ВВС округа | 16-й запасной истребительный авиационный полк | выведен на доукомплектование                                  |
| 26.07.1942 г. | Приволжский военный округ | ВВС округа | 16-й запасной истребительный авиационный полк | Як-1 переименован в 867-й иап                                 |

## Участие в операциях и битвах
- Керченско-Феодосийская десантная операция — с 29 апреля 1942 года по 20 мая 1942 года
- Керченская оборонительная операция — с 7 мая 1942 года по 15 мая 1942 года

## Статистика боевых действий
Всего за период ведения боевых действий полком:
| Выполнено боевых вылетов | Сбито самолётов в воздухе | Уничтожено самолётов всего |
| ------------------------ | ------------------------- | -------------------------- |
| 143                      | 17                        | 17                         |

Свои потери:
| Потеряно самолётов, всего | Погибло лётчиков всего |
| ------------------------- | ---------------------- |
| 13                        | 6                      |

## Самолёты на вооружении
| Период      | Самолёты |
| ----------- | -------- |
| 1942 — 1942 | И-16     |
| 1942 — 1942 | МиГ-3    |
| 1942 — 1943 | ЛаГГ-3   |
| 1942 — 1944 | Як-1     |